# 海阴郡
海阴郡，中国古郡名。隋大业元年（605年）置。

## 历史
隋大业元年，隋煬帝遣將軍劉方襲破林邑國都城，并在林邑故地置比景、海阴、林邑三郡。初称农州，下辖新容、真龙、多农、安乐四县，州治新容县（今越南承天省广田县东香江与浦江合流处），户一千一百。大业三年（607年），改州为郡，更名为海阴郡。